# Lay All Your Love on Me
Lay All Your Love on Me är en popsång skriven av Benny Andersson och Björn Ulvaeus, inspelad 1980 av den svenska popgruppen Abba. Sången togs med på gruppens sjunde studioalbum Super Trouper, utgivet i november 1980. 

## Historik
Inspelningen påbörjades i Polar Studios i Stockholm 9 september 1980 med studiomusikerna Ola Brunkert (trummor), Lasse Wellander (elgitarr) och Rutger Gunnarsson (elbas) samt Benny Andersson (synthesizer). Den första demoinspelningen av melodin hade arbetsnamnet Yarrafat.
Den märkliga sångeffekten som förekommer inför varje refräng, åstadkoms med en ekoeffekt genom en harmonizer där en och samma ton sänktes en halvton åt gången.

### Singelskiva
Efter att ommixade versioner av Lay All Your Love on Me, On and On and On och Super Trouper hade toppat den amerikanska danslistan släpptes de två förstnämnda i originalversion på en singelskiva i ett begränsat antal länder. Singelskivan (omslagsfoto) gavs ut i ett 12"-format, istället för det brukliga 7", sommaren 1981, över ett halvår efter att de släppts på Super Trouper. Singeln klättrade till plats 7 i Storbritannien, vilket blev gruppens lägst placerade singel där sedan I Do, I Do, I Do, I Do, I Do 1975, men blev samtidigt den bäst placerade 12"-singeln någonsin i landet. Singeln klättrade även till plats 8 i Irland, 14 i Belgien och 26 i Tyskland. 

### Olika versioner
Albumversionen av Lay All Your Love on Me tonar i slutet ut i ljudet från en arenapublik, för att övergå i nästa spår; liveinspelningen av The Way Old Friends Do, inspelad på Wembley Stadium i London under gruppens världsturné hösten 1979. När låten släpptes som singel 1981 hade man tagit bort publikjublet och det är den versionen som är mer känd och spridd. På senare CD-upplagor av Super Trouper är det versionen utan publikjubel som har ersatt originalversionen.

### Övrigt
1981 spelade den brittiska gruppen Brotherhood of Man in sin version av sången till albumet 20 Disco Greats. 
1982 återanvände den jugoslaviska gruppen Zana versens melodi till sin sång Dodirni mi kolena på albumet med samma namn. 
1992 gjorde den brittiska popgruppen Erasure en cover på låten och gav ut den på sin EP Abba-esque. Samma år togs Abba:s originalversion med på samlingsalbumet Abba Gold – Greatest Hits. 
1999 hade musikalen Mamma Mia! premiär i London och sedan dess har låten var med i uppsättningen och i filmen med samma namn som hade premiär 2008. I den svenskspråkiga versionen av musikalen har titeln översatts till I tryggt förvar hos mig med text av Niklas Strömstedt.
Hårdrocksprojektet Avantasia, skapat av Tobias Sammet (frontmannen till det tyska powermetalbandet Edguy), har gjort en cover på låten. 2010 använde den amerikanska rockgruppen The Pretty Reckless melodin i refrängen till sin låt Make Me Wanna Die.